# Кармона, Хосе Анхель
Хосе Анхель Кармона Наварро (исп. José Ángel Carmona Navarro; род. 29 января 2002, Эль-Висо-дель-Алькор, Андалусия) — испанский футболист, правый защитник клуба «Севилья».

## Клубная карьера
Уроженец Эль-Висо-дель-Алькор (провинция Севилья), Кармона является воспитанником футбольной академии клуба «Севилья». 15 января 2020 года дебютировал за клуб «Севилья Атлетико» (резервную команду «Севильи») в матче Сегунды B против «Еклано».
В июле 2021 года продлил контракт с «Севильей» до 2025 года. 13 марта 2022 года дебютировал в основном составе «Севильи» в матче испанской Примеры, выйдя на замену против «Райо Вальекано». 10 сентября 2022 года впервые вышел в стартовом составе «Севильи» в матче испанской Примеры против «Эспаньола», отметившись двумя забитыми голами и одной голевой передачей; «Севилья» одержала победу в той игре со счётом 3:2.
11 января 2023 года Кармона перешёл в аренду с правом выкупа в «Эльче» до конца сезона 2022/2023.